# Sakuma Kanae
Sakuma Kanae (japanisch 佐久間 鼎; geboren 7. September 1888 in Tōgane (Präfektur Chiba); gestorben 9. Januar 1970 in Tokio) war ein japanischer Linguist und Psychologe.

## Leben und Werk
Sakuma Kanae machte 1913 seinen Studienabschluss an der Universität Tokio im Fach Psychologie. Er wurde 1925 Professor an der Universität Kyūshū und wurde 1949 beim Eintritt in den Ruhestand als „Meiyo Kyōju“ verabschiedet. 1952 übernahm er eine Professur an der Tōyō-Universität, die ihn 1965 ebenfalls als Meiyo Kyōju verabschiedete. 1966 wurde er Mitglied der Akademie der Wissenschaften.
Sakuma ist bekannt für seine Einführung der Gestaltpsychologie in Japan und für seine Forschung zur Grammatik der japanischen gesprochenen Sprache mit der Gegenwart, so, wie sie im Gebiet Tokio gesprochen wird. Zu seinen Hauptwerken gehören
- „Nihon onseigaku“ (日本音声学) – etwa „Phonetik des Japanischen“ 1929,
- „Gendai Nihongo no hyōgen to gohō“ (現代日本語の表現と語法) – etwa „Ausdrucksform und Grammatik der japanischen Sprache der Gegenwart“ 1936,
- „Gendai Nihongohō non kenkyū“ (現代日本語法の研究) – etwa „Forschung zur japanischen Sprache der Gegenwart“ 1940,
- „Hyōjun Nihongo no hatsuon – akusento“ (標準日本語の発音・アクセント) – „Aussprach und Akzent der japanischen Standardsprache“ 1959,
- „Nihongo no gengo riron“ (日本語の言語理論) – „Sprachtheorie der japanischen Sprache“ 1959.